# Peter Fröberg Idling
Peter Fröberg Idling, född 20 maj 1972 i Nacka, är en svensk författare, jurist och litteraturkritiker i bland annat Expressen, Klassekampen, Dagens Nyheter och Tidningen Vi. Han debuterade 2006 med Pol Pots leende som sedan utkommit i Nederländerna, Danmark, Norge, Italien, Polen, Tyskland, Ryssland och Slovakien. År 2015 sattes den upp som pjäsen Pol Pots lächeln i Berlin.
Romanen Sång till den storm som ska komma från 2012 är utgiven i Nederländerna, Finland, Norge, Storbritannien, Italien, Danmark och Tyskland. År 2017 utkom romanen Julia & Paul – en försommarberättelse, enligt författaren den avslutande delen i en triptyk. År 2018 utkom 17 April 1975. A Cambodian Journey, ett samarbete med den italienska fotografen Giovanna Silva. År 2020 utkom Nidamörkur, en rysare förlagd till södra Gotland. År 2022 utkom den populärhistoriska boken Röda khmererna samt barnboken Vad finns?

## Priser och utmärkelser
- 2007 – Nominerad till Dagens Nyheters kulturpris.
- 2010 – Nominerad till Kapuścińskipriset (Polen)
- 2011 – Nominerad till Jan Michalski-priset (Schweiz)
- 2012 – Nominerad till Augustpriset
- 2012 – Tilldelad Natur & Kulturs Johan Hansson-stipendium
- 2013 – Tilldelad Natur & Kulturs arbetsstipendium
- 2015 – Nominerad till Dublin Literary Award (Irland)
- 2018 – Nominerad bland de 30 främsta sakprosaböckerna i Skandinavien under 2000-talet[1] (Pol Pots leende)